# Bandes de décrochage

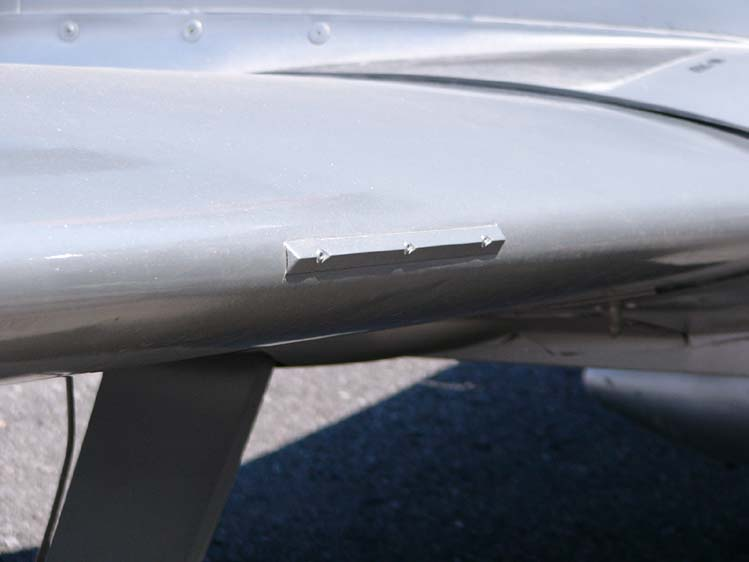
Une bande de décrochage installée de série sur un AA-1 Yankee.

Les bandes de décrochage (désignées en anglais : « stall strips ») sont un système aérodynamique employé sur les aéronefs à voilure fixe pour modifier leurs caractéristiques de décrochage.

## Principe de fonctionnement

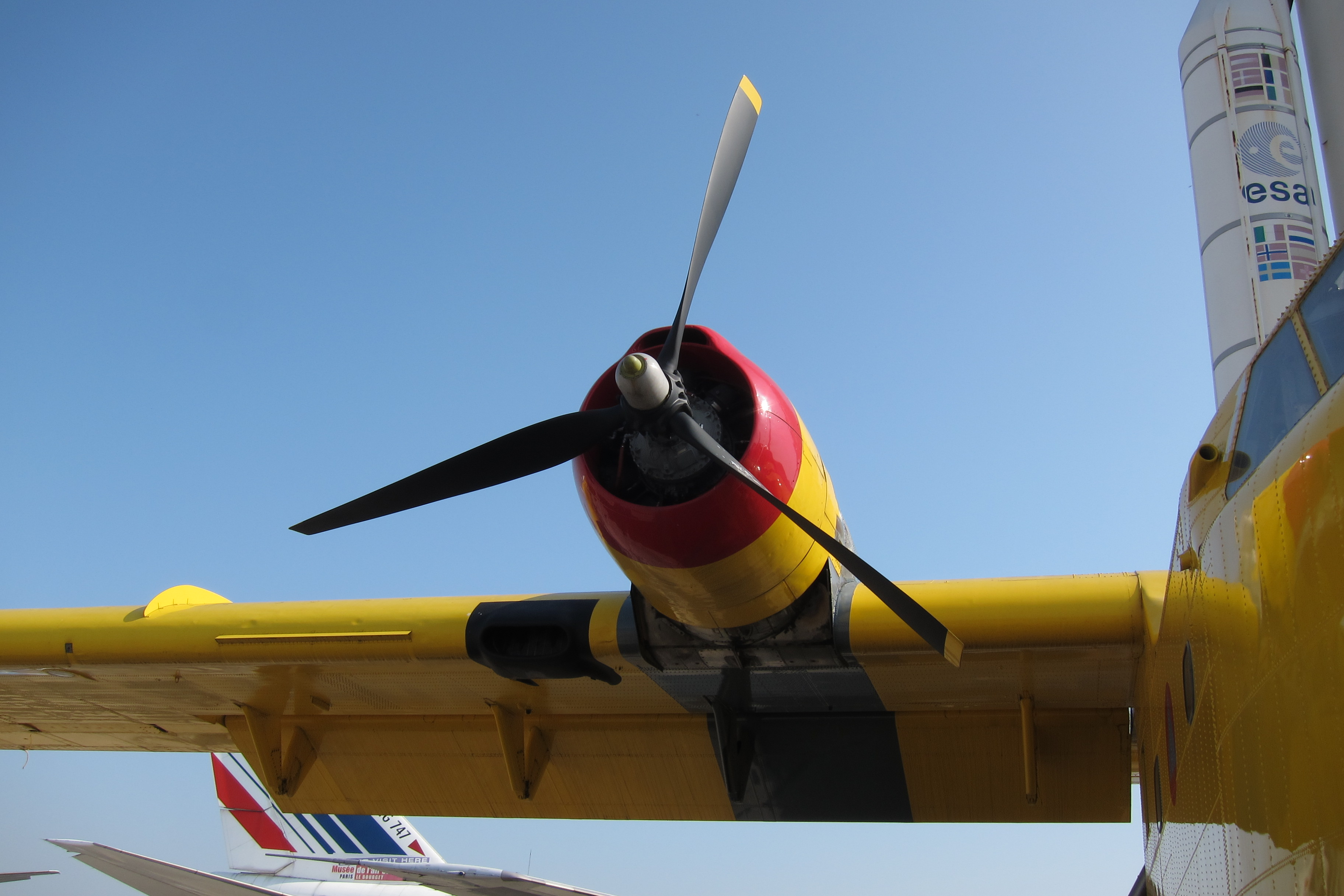
Le CL-215 n'emploie qu'une seule bande de décrochage, sur l'aile droite, permettant d'assurer un décrochage des deux ailes au même angle d'attaque, malgré le souffle des hélices.

Il s'agit de petites pièces spécialement profilées, installées sur l'extrémité du bord d'attaque des ailes de l'appareil qui en est équipé. D'une taille généralement comprise entre 15 et 30 cm, de section triangulaire et constituées d'aluminium, elles sont presque toujours installées par paires, symétriquement sur les deux ailes de l'avion.
Installées près de l'emplanture de l'aile, leur but est de modifier le profil aérodynamique de l'aile, de manière que le décrochage de l'aile intervienne d'abord à l'emplanture, plutôt qu'à l'extrémité de l'aile. Lors d'évolutions sous forts angles d'incidence, leur forme dévie les écoulements d'air à des angles plus élevés que sur le reste de l'aile, provoquant la séparation de la couche limite avec la surface de l'aile et l'apparition d'écoulements turbulents, caractéristiques d'un décrochage. Leur emplacement, près de l'emplanture de l'aile, provoque le décrochage de la base de l'aile, alors que les extrémités sont toujours soumises à une portance correcte. Cette façon de provoquer le décrochage permet de le rendre progressif et de limiter les risques de départ en vrille, tout en permettant à l'avion de conserver un maximum de contrôle des ailerons malgré la perte d'altitude rapide consécutive au décrochage.
Elles sont généralement installées à l'usine, par rivetage ou par collage, pendant la fabrication de l'avion, mais dans quelques rares cas, elles sont installées après la mise en service de l'avion (par exemple sur le Piper PA-38). Leur présence est habituellement le résultat des analyses des tests en vol initiaux, lorsque les caractéristiques de décrochage de l'avion n'étaient pas acceptables pour sa certification par les autorités. Dans de rares cas, il n'y a qu'une seule bande installée, conséquence d'un comportement au décrochage initialement plutôt brutal ou anormal.
Les bandes de décrochage peuvent être une alternative à la solution de « vrillage négatif » d'une aile. Dans certains cas, comme sur l'AA-1 Yankee Clipper, les bandes de décrochage ont été prévues dès le début de la conception de l'appareil. En effet, cet avion possède des ailes gauche et droite parfaitement identiques et interchangeables, conçues sur un gabarit de fabrication identique, ce qui implique que le vrillage négatif ne pouvait pas être appliqué pour contrôler le décrochage de l'avion.